# サン・エレクトリック
サン・エレクトリック（Sun Electric）は、ベルリン出身のドイツの電子音楽グループである。彼らの最初のリリースは、1990年のWAU! Mr. Modoレーベルからのシングル「O'Locco」であった。その後、10年間にわたってR&S / Apolloレーベルから数多くのリリースを行った。評論家のフィリップ・シャーバーンによると、サン・エレクトリックは当初「ストレートアヘッドなフランクフルト・トランスの作品をリリースしましたが、1990年代半ばまでに、弾力性のあるリズムと銀色の導線（電子楽器）の達人になりました。彼らのアルバム『プレゼント』と『ヴィア・ノストラ』は、[……]過小評価された1990年代エレクトロニカの傑作です」。このバンドは、テクノ、トランス、アンビエント、インテリジェント・ダンス・ミュージック（IDM）のジャンルで影響力を持っている。
バンドの主要メンバーはトム・スィエルとマックス・ローダーバウアーで、トーマス・フェルマンがすべてのリリース作品でエグゼクティブ・プロデューサーを務めている。注目すべきアルバムには、『キッチン』 (1993年)、『Aaah!』 (1994年)、『30.7.94.ライヴ』 (1994年)、『プレゼント』 (1996年)、『ヴィア・ノストラ』 (1999年)がある。バンドは「S.E. Berlin」という名前でもレコーディングを行っている。
バンドは自分たちのミュージック・ビデオにおいて、グラフィック・アーティストでビデオグラファーのニック・フィリップと協力してきており、彼らのビデオ「Meccano」はMTVのシリーズ番組『Amp』で流される最初のビデオとして作成された。

## ディスコグラフィ

### アルバム
- 『キッチン』 - Kitchen (1993年、R&S)
- Aaah! (1994年、R&S)
- 『30.7.94.ライヴ』 - 30.7.94 Live (1995年、Apollo)
- 『プレゼント』 - Present (1996年、Apollo)
- 『ヴィア・ノストラ』 - Via Nostra (1998年、Apollo)
- Lost & Found (1998 - 2000) (2007年、Shitkatapult)